# 56-й Венецианский кинофестиваль
56-го издания Венецианский международный кинофестиваль проходил в Венеции, Италия с 1 по 11 сентября, 1999 года.
Фильмом открытия выставки была кинолента «С широко закрытыми глазами», режиссёра Стэнли Кубрик.

## Жюри и премии
Главное жюри:
- Эмир Кустурица (президент, Босния),
- Артуро Рипстейн (Мексика),
- Марко Беллоккьо (Италия),
- Синди Шерман (США),
- Жан Душе (Франция),
- Шозо Ичиями (Япония),
- Мэгги Чун (Гонконг),
- Джонатан Коу (Великобритания).

Жюри «короткометражных фильмов»:
- Эрик Зонка (президент, Франция),
- Хильке Дорин (Германия),
- Андреа Оккипинти (Италия).

Жюри «Дебют»:
- Клер Дени (президент, Франция),
- Ферид Богхедир (Тунис),
- Кент Джонс (США),
- Морандо Морандини (Италия),
- Ферзан Озпетек (Италия).

## Фильмы-участницы
- До завтра, режиссёр Джанни Дзанаси
- Апассионата, режиссёр Тонино Де Бернарди
- Нас унесёт ветер, режиссёр Аббас Кияростами
- Правила виноделов, режиссёр Лассе Халльстрём
- Женщина без правил, режиссёр Антонио Бандерас
- Ложь, режиссёр Сон-У Янг
- Семнадцать лет, режиссёр Чжан Юань
- Священный дым, режиссёр Джейн Кэмпион
- Сын Иисуса, режиссёр Элисон Маклин
- Плохо, режиссёр Алберту Сейшас Сантуш
- Северная окраина, режиссёр Барбара Альберт
- Только не скандал, режиссёр Бенуа Жако
- От нечего делать, режиссёр Марион Верну
- Кутерьма, режиссёр Майк Ли
- Неделя из жизни мужчины, режиссёр Ежи Штур
- Порнографическая связь, режиссёр Фредерик Фонтейн
- Проект Венеры, режиссёр Роберт Дорнхельм
- Ветер в ночи, режиссёр Филипп Гаррель
- Ни на одного меньше, режиссёр Чжан Имоу

## Призы и награды
- Золотой лев за лучший фильм: Ни на одного меньше режиссёр Чжан Имоу
- Серебряный лев — Особый приз жюри: Нас унесёт ветер режиссёр Аббас Кияростами
- Серебряный лев — Специальная режиссёрская награда: Чжан Юань — Семнадцать лет
- Кубок Вольпи за лучшую мужскую роль: Джим Броудбент — Кутерьма
- Кубок Вольпи за лучшую женскую роль: Натали Бэй — Порнографические связи
- Приз Марчелло Мастрояни: Барбара Альберт — Северная окраина
- Золотой лев за вклад в мировой кинематограф: Джерри Льюис